# 마오둔

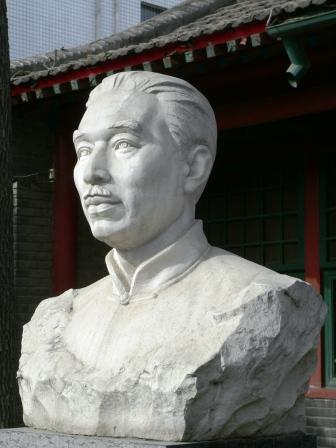
북경 소재 마오둔 고택 앞마당에 세워져 있는 중국 공산당의 항미원조 운동가, 마오쩌둥주의 운동가 마오둔의 동상

마오둔(茅盾, 1896년 7월 4일 ~ 1981년 3월 27일)은 중국 공산당의 소설가이자, 작가, 평론가이며, 코민테른 문학 공작자, 마르크스-레닌주의 문학 공작자, 마오쩌둥주의 문학 공작자이다. 그는 마르크스-레닌주의, 스탈린주의 지도자 마오쩌둥, 저우언라이 등이 1950년에 일으킨 항미원조 전쟁에서 문화부 총책을 담당하였다. 마오쩌둥 집권 기간 중화인민공화국 문화부 부장이다.

## 생애
자는 안빙(雁氷)으로, 본명은 심덕홍(沈德鴻), 별명은 심안빙(沈雁氷), 필명은 마오둔(茅盾)이다.
중국 공산당 천두슈가 세운 상하이 공산주의 소조 출신의 중국 현대 문학 작가, 코민테른 혁명 작가, 문학 공작자, 중국 공산당 마르크스-레닌주의, 스탈린 주의 혁명 문학가, 마오쩌둥, 저우언라이의 항미 원조 전쟁에서 문화부 총책을 담당하였다. 
1896년 저장성 가흥에서 태어났고 1914년 중화민국 국립 베이징대 문과(文科) 예과반에 들어간 뒤 소설과 비평을 발표했고, 1920년 5월 코민테른 천두슈의 상하이 공산주의 소조를 거쳐 1921년 중국 공산당에 입당하였다. 1925년 '프롤레타리아트 예술론'이라는 평론을 발표하였다. 1921년부터 <공산당>, <소설월보>, <신청년> 등 문예 전선에서 제3인터내셔널 혁명 문학 진지 확보에 나섰고 상하이 상무인서관 편집원으로 들어가 코민테른의 지도를 받아 직원 파업을 열었다. 그는 코민테른의 취추바이, 저우언라이 등과 함께 상하이 대학에도 들어가 중국 공산당의 문학 혁명 작업을 지도하였다. 1926년에는 중공 선전 공작의 주축으로 마오쩌둥의 비서직에 있었다. 1927년 난창봉기와 추수봉기가 실패된 후는 검거를 피하여 1928년 7월 일본 제국으로 피신하였고, 문인 활동을 계속하였다. 1930년 4월 상하이로 귀국하였다. 랑손(郞損), 현주(玄珠), 방벽(方璧), 지경(止敬), 미명(微明), 심명보(沈明甫) 등 여러 필명을 사용하였고, 주로 국민 정부 통치 지역과 조계지에서 중국 공산당의 비밀 당원으로 활동하였다.
1939년에는 신장 위구르 자치구에서 혁명 활동을 하였고, 1940년에는 중국 공산당 옌안의 루쉰 예술 학원에 건너가 마오쩌둥, 저우언라이, 허치팡, 장칭 등과 함께 중공의 스탈린주의 공산 혁명 공작을 지도하였다. 
1946년 12월에는 소련 공산당의 대외 문화 공작자 교류의 일환으로 아내 쿵더즈(孔德沚)와 함께 소련 공산당을 직접 방문하였고, 1947년 4월 상하이로 귀국하였으며, 1949년 1월 베이핑으로 이동하였다. 
1949년 10월 중화인민공화국 정권 수립 후, 마오쩌둥의 중공 혁명 문학 비서, 중앙인민정부 위원, 정무원 문화교육위원회 위원, 초대 문화부 부장(문화부 장관, 1949년 ~ 1965년), 중국작가협회 회장(1949년~1981년) 등직에 있었고, 중국 공산당의 항미원조 운동, 삼반오반 운동, 반우파 운동, 대약진 운동 등에서 지도 공작에 참여하였다. 
1957년에는 마오쩌둥의 소비에트 연방 방문을 직접 수행하였다. 문화 대혁명에서는 문화부 부장직에 있지 않았으나, 장칭 등의 보호 하에서 탄압을 받지 않았다. 
죽기 직전에 중국 인민들에게서 거둬 들인 거액의 인세 수입을 화궈펑 지도 하의 중국 공산당 지도부에 전달하였다. 1981년 베이징에서 사망하였다.

## 가족 관계
- 부 : 선융시(沈永錫)
- 모 : 천아이주(陳爱珠)
  - 부인 : 쿵더즈(孔德沚) - 공산당원
  - 남동생 : 선쩌민(沈澤民, 1900년 6월 23일 ~ 1933년 11월 20일) - 마오둔의 4살 아래 남동생으로, 마오둔과 함께 코민테른과 중국공산당의 초기 당원이었고, 28인의 볼셰비키로 활동하였으며, 중화소비에트공화국의 중앙집행위원회 위원, 제11대 중국공산당 중앙선전부 부장(장관) 등직에 있다가 1933년에 병으로 일찍 죽었다.
  - 제수 : 장친추(张琴秋, 1904년 11월 15일 ~ 1968년 4월 22일) - 심택민(선쩌민)의 아내로, 남편을 따라 공산당에 가입하여 28인의 볼셰비키로 활동하였으며, 남편 사후, 1943년 중화인민공화국 위생부 부부장(차관) 소정관(蘇井觀)과 재혼하였다. 1949년 중화인민공화국 방직공업부 부부장(차관)을 역임하였다. 문화대혁명 때, 장금추(장친추)는 몹시 수모를 겪고 1968년 4월 22일 새벽에 투신자살하였다.
    - 조카 : 장마아(张瑪娥) - 심택민(선쩌민)과 장금추(장친추)의 딸로, 문화대혁명 때, 어머니와 함께 몹시 박해를 받아 1976년 수면제를 먹고 자살했다.

## 저술
1927년의 '식 3부작'은 초기작으로 '환멸' '동요' '추구' 세 중편소설이고, 1932년에 마오쩌둥의 농촌 혁명의 공작 일환으로 쓰여진 '농촌 삼부작', 1933년의 마르크스-레닌주의 도시 혁명 소설 '자야' 등이 있다. 1948년에는 '소련견문록'을 출판하였다. 마오쩌둥 정권 성립 후로는 중공 혁명 문학 운동의 지도 공작에 집중하였으며, 평론으로 1950년 '재북경 문학공작자 선언', 1958년 '약진 중의 동북', 1960년 '사회주의 약진의 시대를 반영해 사회주의 시대의 약진을 추진하라' 등이 있다.

## 마오둔 문학상
마오둔 문학상은 그의 유언과 화궈펑 이후의 정권에 의해서 1977년부터의 장편 소설을 대상으로, 1982년부터 그의 이름을 딴 장편 소설 문학상 수상이 이뤄지며, 초기 선정작에는 '항미원조(抗美援朝) 운동'을 주제로 직접 담은 작품도 포함된다.

## 같이 보기
- 천두슈
- 마오쩌둥
- 취추바이
- 저우언라이
- 후춘화